# Herb Ritts
Herb Ritts (* 13. August 1952 in Los Angeles, Kalifornien; † 26. Dezember 2002 ebenda) war ein US-amerikanischer Fotograf und Musikvideo-Regisseur. Er arbeitete hauptsächlich im Bereich der Modefotografie. Der überwiegende Teil seiner Arbeiten waren klassische schwarz-weiß-Aufnahmen. Eines seiner bekanntesten Werke ist das Bild Fred with Tires (englisch: Fred mit Reifen).

## Leben
Ritts brachte sich den Großteil seines Könnens autodidaktisch bei und erweiterte sein Wissen in verschiedenen Kursen. Seine erste beachtete Arbeit war ein Bild des Schauspielers Richard Gere. Gere war ein Freund von Ritts und wurde von ihm bei einer Rast an einer Tankstelle fotografiert. Weitere Bilder von ihm zierten schon bald die Cover verschiedener Magazine. In den 1980er und 1990er Jahren arbeitete Ritts für Magazine wie Harper’s Bazaar, Rolling Stone, Vanity Fair und Vogue.
Neben seinen Modestrecken machte sich Ritts vor allem durch seine immer wieder ungewöhnlichen Porträts von Persönlichkeiten wie Kofi Annan, Cindy Crawford, dem Dalai Lama, Elton John, Madonna, Jack Nicholson, Prince oder Elizabeth Taylor einen Namen.
Mit Madonna verband Ritts lange Jahre eine besonders rege Zusammenarbeit. Er war für das Cover ihres Albums True Blue verantwortlich und drehte für ihre Single Cherish sein erstes Musikvideo. Es folgten weitere Videos für Künstler wie Michael Jackson (In the Closet), Mariah Carey (My All), Chris Isaak (Wicked Game) oder Janet Jackson (Love Will Never (Do Without You)).
1996 zeigte das Museum of Fine Arts (MFA) in Boston über 230 Arbeiten von Ritts erstmals in einer Museumsausstellung. 2007 erhielt das Boston MFA von der Herb Ritts Foundation eine Spende über 2,5 Millionen US-Dollar sowie 189 Fotografien aus dem Nachlass von Ritts. Damit richtete das Museum eine nach ihm benannte Dauerausstellung ein, die Herb Ritts Gallery for Photography.
Ritts, der bereits zu seiner College-Zeit sein Coming Out als Homosexueller hatte, infizierte sich später mit dem HI-Virus.
Ritts starb am 26. Dezember 2002 in Los Angeles an den Folgen einer Lungenentzündung. Seine letzten Arbeiten waren eine Fotoserie mit Justin Timberlake sowie eine Reihe von Bildern des Schauspielers Ben Affleck für das Magazin Vanity Fair. Sein letztes Video als Musikvideo-Regisseur drehte er für Shakiras Pop-Ballade Underneath Your Clothes.

## Bildbände
- Herb Ritts, Fondation Cartier Pour L’art Contemporain (Frankreich), 1999.
- Work, Little, Brown and Company/Bulfinch Press, 1996.
- Africa, Little, Brown and Company/Bulfinch Press, 1994.
- Notorious, Little, Brown and Company/Bulfinch Press, 1992.
- Duo, Twin Palms Publishers, 1991.
- Pictures, Twin Palms Publishers, USA 1988 Welt 1989.

## Musikvideos (als Regisseur)
- 1989: Madonna – Cherish
- 1991: Chris Isaak – Wicked Game
- 1990: Janet Jackson – Love Will Never Do (Without You)
- 1991: Tina Turner – Way of the World
- 1992: Michael Jackson – In the Closet
- 1996: Toni Braxton – Let It Flow
- 1998: Mariah Carey – My All
- 1999: Chris Isaak – Baby Did a Bad, Bad Thing
- 2001: Jennifer Lopez – Ain’t It Funny
- 2001: *NSYNC – Gone
- 2001: Britney Spears – Don’t Let Me Be the Last to Know
- 2002: Shakira – Underneath Your Clothes